# Juan José de Amézaga
Juan José de Amézaga Landaraso, més conegut com a Juan José de Amézaga (Montevideo, 28 de gener de 1881 - ibídem, 21 d'agost de 1956), va ser un polític i jurista uruguaià, president de la República Oriental de l'Uruguai entre els anys 1943 i 1947.
Nascut a Montevideo el 1881, fill del biscaí Juan José Amézaga, emigrat a l'Uruguai el 1880, i de Josefa Landaraso. Malgrat el seu humil origen, va graduar-se en Dret i va esdevenir advocat, després d'haver cursat estudis a Europa, a la Universitat de París. Especialista en Dret Civil, matèria en la qual va exercir la docència a la Universitat de la República entre 1910 i 1933.
Militant del Partit Colorado, i persona pròxima a José Batlle y Ordóñez, va ser elegit diputat pel departament de Durazno, càrrec que va ocupar entre 1907 i 1915. El darrer any va esdevenir ministre d'Indústria. Va ser així mateix president del Banc d'Assegurances de l'Estat entre 1917 i 1933, renunciant en produir-se el cop d'estat de Gabriel Terra.
Va ser membre de la Junta consultiva que va redactar la constitució de 1942. Va assumir la presidència amb suport de batllistes i baldomiristes, mantenint la línia estatista i normalitzant la situació política després dels cops de Gabriel Terra i de Alfredo Baldomir.
Es destaca del seu govern el patrocini de les obres públiques, per tal de combatre l'alt nivell d'atur que hi havia.
Va impulsar les lleis de Consells de Salaris, vacances anuals, indemnització per acomiadament, i igualtat de drets per a la dona.

## Llegat
Un carrer de Montevideo porta el seu nom.